# Малий Браталів

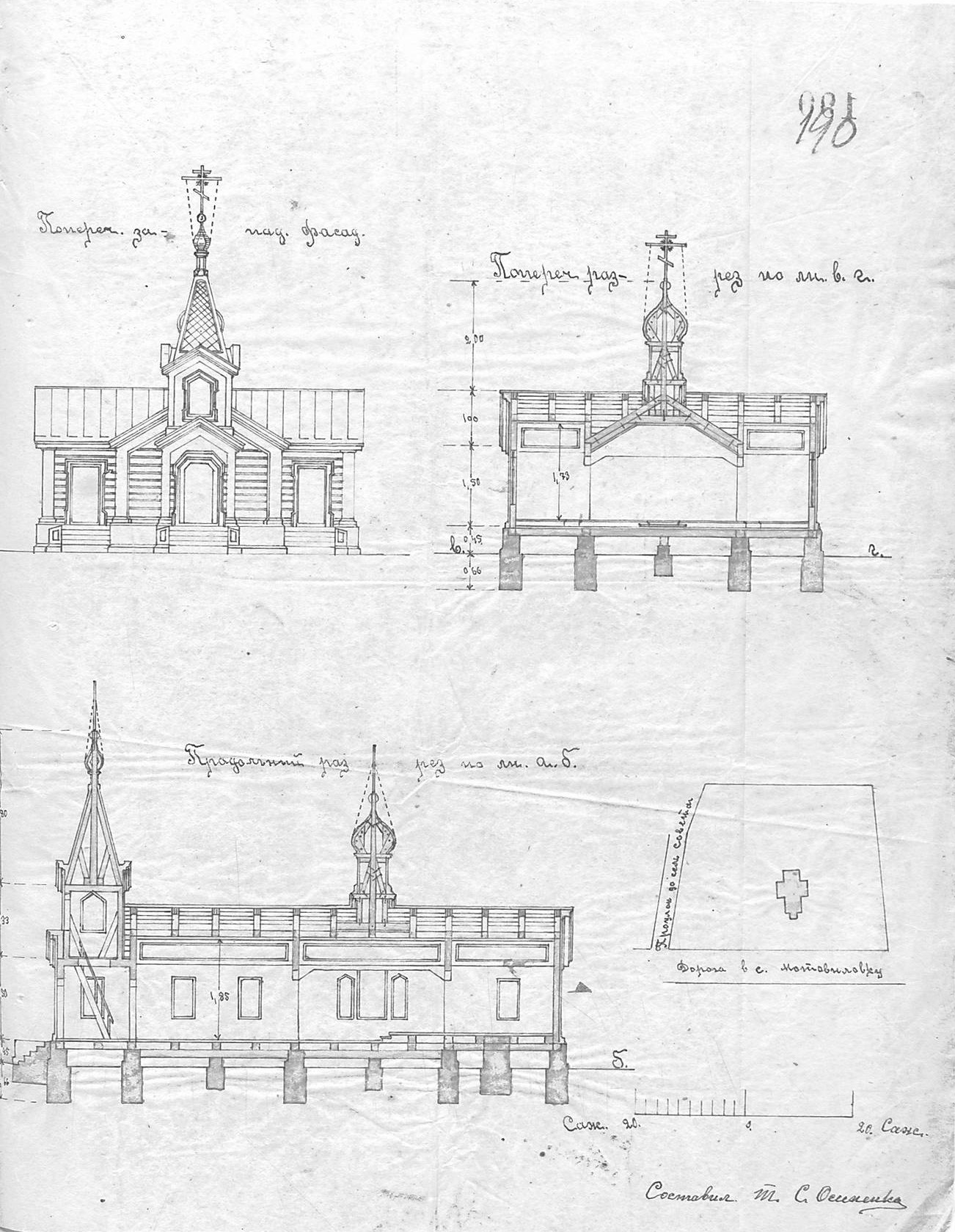
Церква в с. Малий Браталів, Любарського района. ЦДАВО ф.5,оп.2,спр.220,ст.189

Ма́лий Браталів — село в Україні, у Житомирському районі Житомирської області. Входить до складу Любарської селищної громади. Населення становить 758 осіб згідно інформації наданої Любарською селищною радою.

## Географія
Селом протікає річка Каранька та пролягає автошлях Т 0610.

## Походження назви
Про походження назви села існує переказ. На березі річки Караньки було колись село Красногірка. На нього напали татари, село розорили, людей повбивали, молодих та сильних забрали в полон. Врятуватися пощастило лише двом братам, яких у той час не було в селі. Коли вони повернулися додому, то замість осель зосталися лише згарища. Менший брат не зміг покинути рідні місця і на правому березі річки Караньки заклав нове поселення, яке згодом отримало назву Малий Браталів.

## Історія

### У складі Речі Посполитої
Село входило до Острозької ординації князів Острозьких. Спадкоємець майорату Януш-Олександр Санґушко продав землі Малого Браталова князю Любомирському, який в свою чергу, продав село Адаму Понінському. Збанкрутілий Понінський перепродає його Проту Потоцькому.
В 1789 році коштом нового власника села Францишека Сущевського (пол. Franciszek Suszczewski) побудована дерев'яна церква Святої Живоначальної Трійці.

### У складі Російської імперії
У 1834 році частина села належала Теклі з Сущевичів Дуніній (пол. Tekla z Suszczewiczow Dunina), а друга частина — Катерині з Сущевичів Юковській (пол. Katarzyna z Suszczewiczow Jukowska). Пані Юковська отримала маєток по смерті чоловіка Адама Йосиповича Юковського (пол.Adam Jukowski), а також від своєї сестри Анелії та її чоловіка Каєтана Йосиповича Юковського (пол. Kajetan Jukowski). Третю частину отримав Іван Йосипович Сурин (пол. Jan Suryn) по смерті матері Христини (пол. Krystyna Suryn).
В 1845 році відбувся капітальний ремонт храму. З 1883 року при ньому діє прихідська школа.
В середині століття власниками села зазначені дворяни В. К. Любецький (пол. Lubecki), Сигизмунд-Гілярій Іванович Сурин, Антон Петрович Калитович (пол. Antoni Kalitowicz), Павло-Каспар Петрович з дружиною Антоніною Калитовичі.
Станом на 1885 рік у колишньому власницькому селу Мотовилівської волості Житомирського повіту Волинської губернії мешкала 468 осіб, 59 дворових господарств, існувала православна церква та постоялий будинок.
Більшість земель Малого Браталова була зосереджена у наступних землевласників: Гижицького, Любецького, Чешейко-Сохацького та Калитовича.
За переписом 1897 року кількість мешканців зросла до 1141 особи (571 чоловічої статі та 570 — жіночої), з яких 1075 — православної віри.
У 1901 році найбільшим землевласником села зазначений Іван Васильович Пухкий.
За даними 1913 року найбільшою землевласницею села була Юзефа Антоновна Чешейко-Сохацька.

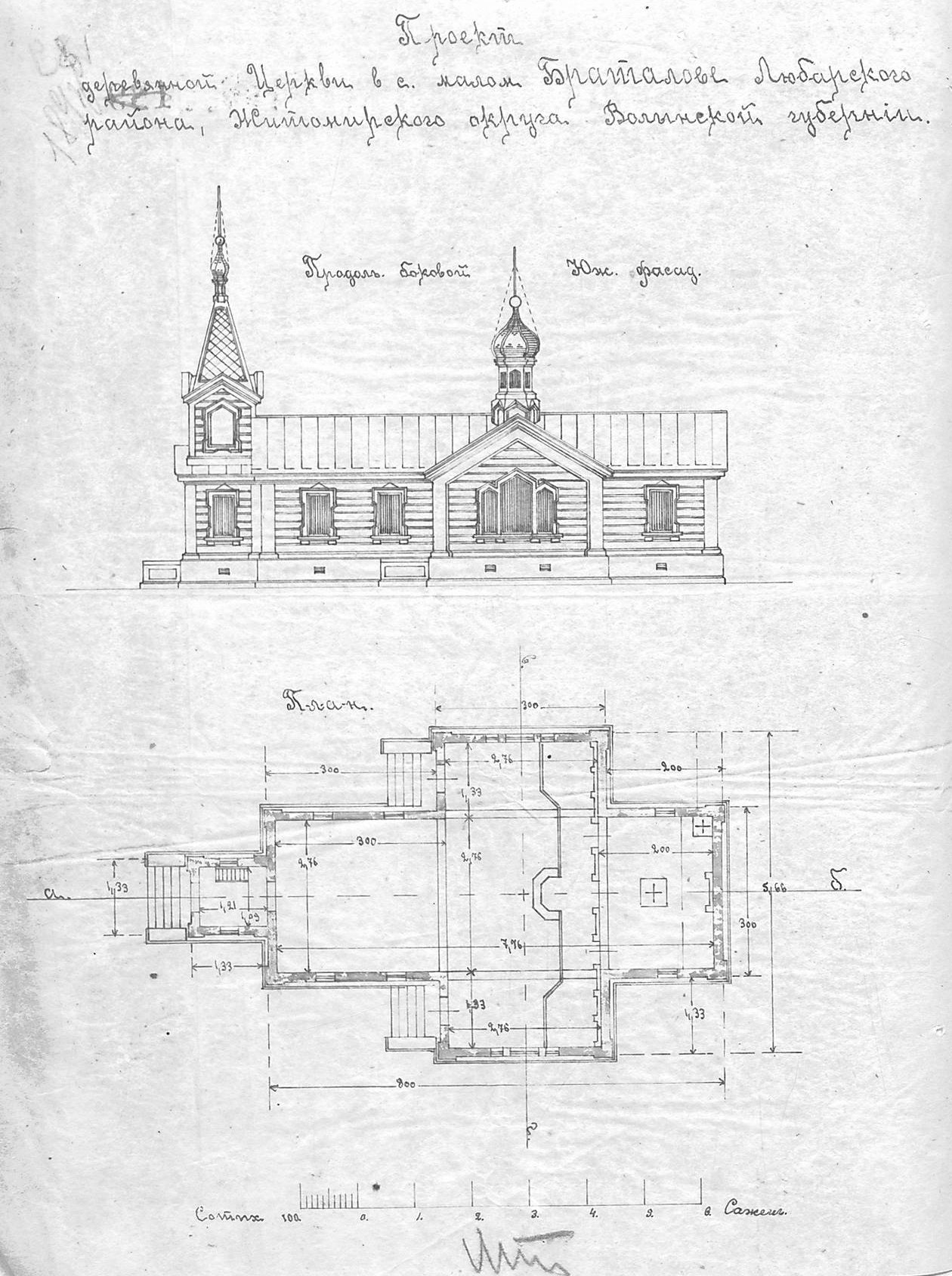
Церква в с. Малий Браталів, Любарського района. ЦДАВО ф.5,оп.2,спр.220,ст.189

### Новітня історія
1 листопада 1921 року під час Листопадового рейду в районі села Малий Браталів проходив бій між Подільською групою (командувач Михайло Палій-Сидорянський) Армії Української Народної Республіки та 7-м кавалерійським полком (командир — Ілля Дубинський) 1-ї бригади 2-ї кавалерійської дивізії московських військ, що переслідував групу.
Колишній орган місцевого самоврядування — Малобраталівська сільська рада.

## Населення

### Мова
Розподіл населення за рідною мовою за даними перепису 2001 року:
| Мова       | Кількість | Відсоток |
| ---------- | --------- | -------- |
| українська | 899       | 99.78%   |
| російська  | 2         | 0.22%    |
| Усього     | 902       | 100%     |